# Tenreczek
Tenreczek, tenrecznik (Microgale) – rodzaj ssaków z podrodziny ryżorków (Oryzorictinae) w obrębie rodziny tenrekowatych (Tenrecidae).

## Rozmieszczenie geograficzne
Rodzaj obejmuje gatunki występujące endemicznie na Madagaskarze.

## Morfologia
Długość ciała (bez ogona) 45–170 mm, długość ogona 30–171 mm, długość ucha 7–20 mm, długość tylnej stopy 9–36 mm; masa ciała 2–110 g.

## Systematyka
Rodzaj zdefiniował w 1882 roku angielski zoolog Oldfield Thomas  w artykule zatytułowanym Opis nowego rodzaju i dwóch nowych gatunków owadożernych z Madagaskaru, opublikowanym w czasopiśmie „The Journal of the Linnean Society of London”. Gatunkiem typowym jest (oryginalne oznaczenie) tenreczek długoogonowy (M. longicaudata). 

### Etymologia
- Microgale: gr. μικρος mikros ‘mały’; γαλεή galeē lub γαλή galē ‘łasica’[10].
- Limnogale: gr. λιμνη limnē ‘bagno’; γαλεή galeē lub γαλή galē ‘łasica’[11]. Gatunek typowy (oznaczenie monotypowe): Limnogale mergulus Forsyth Major, 1896.
- Leptogale: gr. λεπτος leptos ‘delikatny, drobny’[12]; γαλεή galeē lub γαλή galē ‘łasica’[13]. Gatunek typowy (oryginalne oznaczenie): Oryzoryctes gracilis Forsyth Major, 1896.
- Paramicrogale: gr. παρα para ‘blisko’[14]; rodzaj Microgale Thomas, 1882[4]. Gatunek typowy: Autorzy wymienili dwa gatunki – Paramicrogale occidentalis G. Grandidier & Petit, 1931 (= Microgale brevicaudata G. Grandidier, 1899) i Paramicrogale Decaryi G. Grandidier & Petit, 1931 (= Microgale principula O. Thomas, 1926) – z których gatunkiem typowym jest (późniejsze oznaczenie)[15] Paramicrogale occidentalis G. Grandidier & Petit, 1931 (= Microgale brevicaudata G. Grandidier, 1899).

### Podział systematyczny
Badania molekularne i morfologiczne wykazały, że Limnogale (z jednym gatunkiem L. mergulus) nie tworzy kladu, do którego nie należałoby również Microgale, wobec czego L. mergulus został włączony do Microgale. Do rodzaju należą następujące występujące współcześnie gatunki:
| Grafika | Gatunek                | Autor i rok opisu                                                        | Nazwa zwyczajowa        | Podgatunki         | Rozmieszczenie geograficzne | Podstawowe wymiary                           | Status IUCN |
| ------- | ---------------------- | ------------------------------------------------------------------------ | ----------------------- | ------------------ | --- | -------------------------------------------- | ----------- |
|         | Microgale gracilis     | (Forsyth Major, 1896)                                                    | tenreczek smukły        | gatunek monotypowy | północna, centralne wyżyny, wschodnia i południowo-wschodnia część wyspy; zakres wysokości: 900–2000 m n.p.m.                                                                                   | DC: 8,5–10,5 cm DO: 7,5–8,8 cm MC: 20–33 g   | LC          |
|         | Microgale thomasi      | Forsyth Major, 1896                                                      | tenreczek zwinny        | gatunek monotypowy | północne (Tsaratanana i Marojejy) i centralne wyżyny, od środkowo-wschodniej do południowo-wschodniej części wyspy; zakres wysokości: 800–2000 m n.p.m.                                         | DC: 7,5–11,2 cm DO: 5,9–8 cm MC: 20–26 g     | LC          |
|         | Microgale jobihely     | Goodman, Raxworthy, Maminirina & L.E. Olson, 2006                        | tenreczek stokowy       | gatunek monotypowy | północno-zachodnia (2 miejsca na południowo-zachodnich zbaczach Tsaratanany) i wschodnia (lasy Analamay i Ambatovy) część wyspy; zakres wysokości: 1000–1680 m n.p.m.                           | DC: 5,3–8 cm DO: 4,4–5,7 cm MC: 7–10 g       | EN          |
|         | Microgale cowani       | O. Thomas, 1882                                                          | tenreczek myszaty       | gatunek monotypowy | północna, centralne wyżyny, wschodnia i południowo-wschodnia część wyspy; zakres wysokości: 530–2525 m n.p.m.                                                                                   | DC: 6,8–8,7 cm DO: 5,4–8,7 cm MC: 12–17 g    | LC          |
|         | Microgale dryas        | Jenkins, 1992                                                            | tenreczek drzewny       | gatunek monotypowy | północno-wschodnia i wschodnia (rezerwaty Anjanaharibe-Sud, Marotandrano i Ambatovaky, płaskowyż Makira; i An’ala, na wschód od rzeki Mangoro) część wyspy; zakres wysokości: 540–1260 m n.p.m. | DC: 10,6–11,4 cm DO: 6,8–7,1 cm MC: 30–49 g  | VU          |
|         | Microgale gymnorhyncha | Jenkins, Goodman & Raxworthy, 1996                                       | tenreczek gołonosy      | gatunek monotypowy | północna, centralne wyżyny, wschodnia i południowo-wschodnia część wyspy; zakres wysokości: 595–2525 m n.p.m.                                                                                   | DC: 7,5–10,1 cm DO: 5,9–7,5 cm MC: 14–26 g   | LC          |
|         | Microgale nasoloi      | Jenkins & Goodman, 1999                                                  | tenreczek delikatny     | gatunek monotypowy | zachodnia (lasy Amboropotsy i Lambokely) i południowo-zachodnia (lasy Vohibasia i Analvelona) część wyspy; zakres wysokości: 80–1050 m n.p.m.                                                   | DC: 7–8,1 cm DO: 5–6,2 cm MC: 6–14 g         | VU          |
|         | Microgale fotsifotsy   | Jenkins, Raxworthy & Nussbaum, 1997                                      | tenreczek blady         | gatunek monotypowy | północna, wschodnia i południowo-wschodnia część wyspy; zakres wysokości: 600–2500 m n.p.m. | DC: 5,9–8,1 cm DO: 6,9–9,4 cm MC: 7–15 g     | LC          |
|         | Microgale soricoides   | Jenkins, 1993                                                            | tenreczek ryjówkowaty   | gatunek monotypowy | północna, północne i centralne wyżyny, wschodnia i południowo-wschodnia częśćw wyspy; zakres wysokości: 675–2525 m n.p.m.                                                                       | DC: 6,6–10,3 cm DO: 8,1–11,2 cm MC: 14–22 g  | LC          |
|         | Microgale brevicaudata | G. Grandidier, 1899                                                      | tenreczek krótkoogonowy | gatunek monotypowy | północno-zachodnia, północna, północne wyżyny, północno-wschodnia i środkowo-zachodnia część wyspy; zakres wysokości: 20–1150 m n.p.m.                                                          | DC: 6,6–8,8 cm DO: 3–4,5 cm MC: 9–13 g       | LC          |
|         | Microgale grandidieri  | L.E. Olson, Rakotomalala, Hildebrandt, Lanier, Raxworthy & Goodman, 2009 | tenreczek bezdeszczowy  | gatunek monotypowy | zachodnia i południowo-zachodnia (od masywu Namoroka na południe do rzeki Onilahy) część wyspy; zakres wysokości: 50–430 m n.p.m.                                                               | DC: 6–8 cm DO: 3,3–4,3 cm MC: 8–10 g         | LC          |
|         | Microgale drouhardi    | G. Grandidier, 1934                                                      | tenreczek smużkowany    | gatunek monotypowy | północna, wschodnia i południowo wschodnia część wyspy; zakres wysokości: 530–2500 m n.p.m. | DC: 6,3–8,3 cm DO: 5,3–8,3 cm MC: 8–14 g     | LC          |
|         | Microgale monticola    | Goodman & Jenkins, 1998                                                  | tenreczek górski        | gatunek monotypowy | północne wyżyny (Marojejy i Anjanaharibe-Sud) i północna (Makira Sud) część wyspy; zakres wysokości: 500–1950 m n.p.m.                                                                          | DC: 7,2–9 cm DO: 9,8–11,7 cm MC: 12–18 g     | VU          |
|         | Microgale taiva        | Forsyth Major, 1896                                                      | tenreczek dżunglowy     | gatunek monotypowy | północna, północne i centralne wyżyny, wschodnia i południowo-wschodnia część wyspy; zakres wysokości: 530–2500 m n.p.m.                                                                        | DC: 6,1–8,9 cm DO: 6,6–9,5 cm MC: 10–16 g    | LC          |
|         | Microgale mergulus     | (Forsyth Major, 1896)                                                    | tenrecznik wodny        | gatunek monotypowy | centralne wyżyny i wschodnia część wyspy; zakres wysokości: 450–2000 m n.p.m. | DC: 11,6–17 cm DO: 12,8–16,1 cm MC: 60–110 g | VU          |
|         | Microgale parvula      | G. Grandidier, 1934                                                      | tenreczek karłowaty     | gatunek monotypowy | północna, północne i centralne wyżyny, wschodnia i południowo-wschodnia część wyspy; zakres wysokości: 450–2050 m n.p.m.                                                                        | DC: 4,5–6,5 cm DO: 4,7–6,6 cm MC: 2–5 g      | LC          |
|         | Microgale majori       | O. Thomas, 1918                                                          | tenreczek malgaski      | gatunek monotypowy | północne i centralne wyżyny, zachodnia, południowo-zachodnia, wschodnia i południowo-wschodnia część wyspy; zakres wysokości: 800–2500 m n.p.m.                                                 | DC: 5,2–6,6 cm DO: 10,2–13,4 cm MC: 5–8 g    | LC          |
|         | Microgale longicaudata | O. Thomas, 1882                                                          | tenreczek długoogonowy  | gatunek monotypowy | północna, centralne wyżyny, wschodnia i południowo-wschodnia część wyspy; zakres wysokości: 530–2500 m n.p.m.                                                                                   | DC: 5,9–8 cm DO: 13,6–15,8 cm MC: 6–11 g     | LC          |
|         | Microgale jenkinsae    | Goodman & Soarimalala, 2004                                              | tenreczek leśny         | gatunek monotypowy | południowo-zachodnia (las Mikea) część wyspy; zakres wysokości: około 80 m n.p.m. | DC: 6,2–7,6 cm DO: 7,1–8,1 cm MC: około 5 g  | EN          |
|         | Microgale principula   | O. Thomas, 1926                                                          | tenreczek większy       | gatunek monotypowy | północno-wschodnia, centralne wyżyny, wschodnia i południowo-wschodnia część wyspy; zakres wysokości: 500–1875 m n.p.m.                                                                         | DC: 6,9–8,9 cm DO: 14,4–17,1 cm MC: 9–14 g   | LC          |
|         | Microgale pusilla      | Forsyth Major, 1896                                                      | tenreczek maleńki       | gatunek monotypowy | centralne wyżyny, wschodnia i południowo-wschodnia część wyspy; zakres wysokości: 530–1670 m n.p.m.                                                                                             | DC: 5,1–6,3 cm DO: 6,2–8,5 cm MC: 3–5 g      | LC          |

Kategorie IUCN:  LC  – gatunek najmniejszej troski,  VU  – gatunek narażony,  EN  – gatunek zagrożony.
Opisano również gatunek wymarły znany z jaskiń południowo-wschodniego Madagaskaru:
- Microgale macpheei Goodman, Vasey & Burney, 2007